# صالة طوكيو متروبوليتان

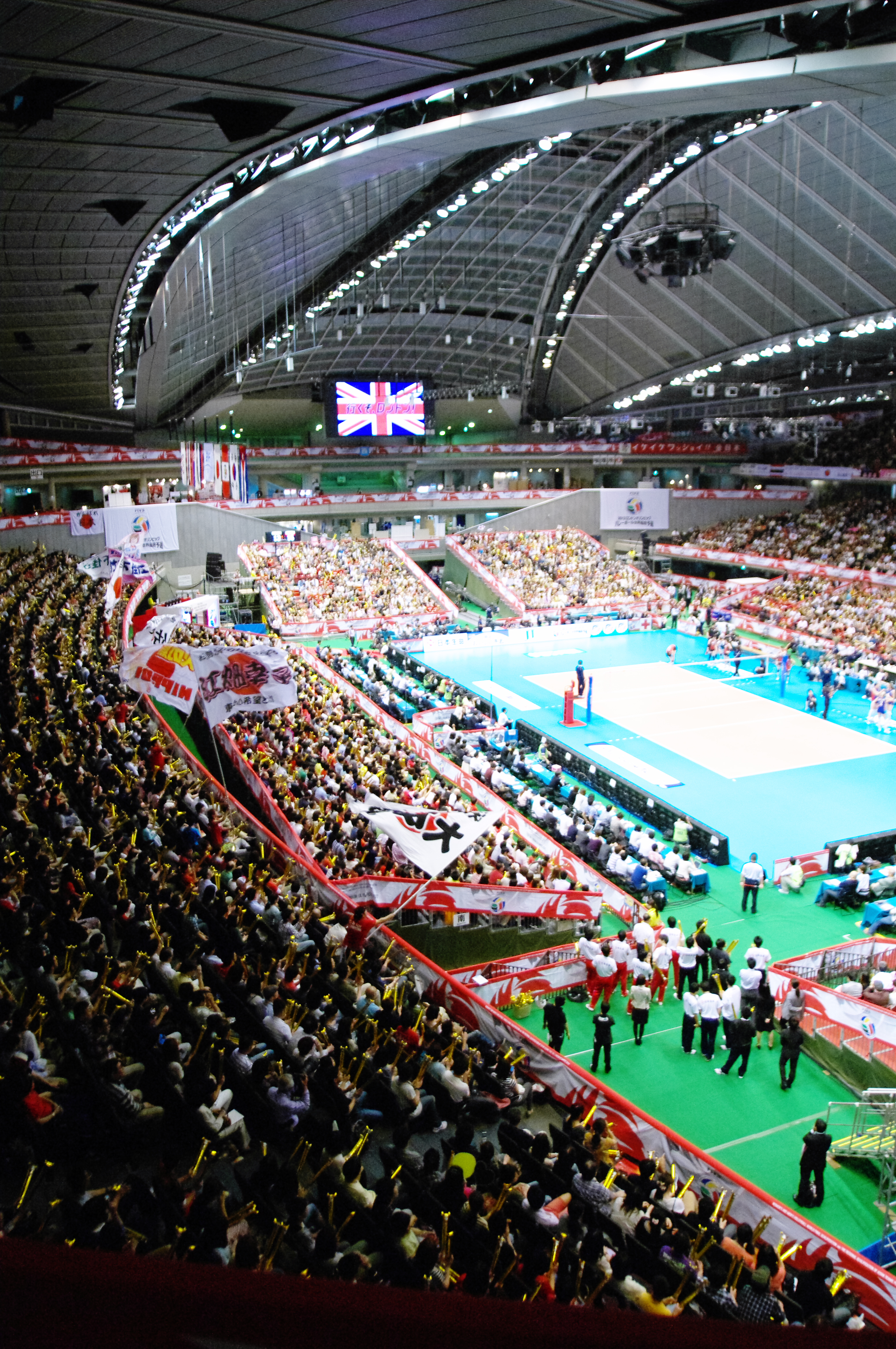

طوكيو متروبوليتان جيمنازيوم (東京 体育館 ، Tōkyō Taiikukan) هو مجمع رياضي في Sendagaya ، شيبويا ، طوكيو، اليابان. تم بناؤه في عام 1954 لبطولة المصارعة العالمية، كما تم استخدامه كمكان للجمباز في دورة الألعاب الأولمبية الصيفية لعام 1964 ، وسيستضيف مسابقة تنس الطاولة في دورة الألعاب الأولمبية الصيفية لعام 2020. تم إعادة بناء الصالة وفقا لتصميم مستقبلي تم ابتكاره بواسطة الفائز بجائزة بريتزكر المصمم فوميهيكو ماكي من 1986 إلى 1990.
تقع صالة الألعاب الرياضية على بعد دقيقة واحدة سيرًا على الأقدام من محطة سينداغايا الواقعة ضمن خط تشو-سوبو للمترو ومحطة كوكوريتسو كيوجيجو على <b>خط توي أويدو</b> لمترو طوكيو .

## الوصف والأحداث
تضم الساحة الرئيسية ساحة داخلية كبيرة تستضيف الأحداث الرياضية الوطنية والدولية. تستوعب الساحة 10000 شخص (6000 ثابت، 4000 مؤقت). قائمة غير مكتملة من الأحداث التي تقام في الساحة تشمل:
- أقيمت بطولة WTA Toray Pan Pacific Tennis كل فبراير هنا، ولكن منذ عام 2008 أقيمت في أرياك كوليسيوم .
- بطولة اليابان لتنس الطاولة ؛
- استضافت أول مباراتين دوليتين مباريات الموسم الدوري الاميركي للمحترفين بين فينيكس صنز ويوتا جاز في 2 و 3 نوفمبر 1990 ؛
- V.League ؛
- كأس سنتوري كل رالي مدرسة الكرة الطائرة اليابانية.
- بطولة كأس أيون كأس العالم للجمباز الإيقاعي ؛
- بطولة العالم المفتوحة للكاراتيه المفتوحة ؛ كما بطولة Shinkyokushinkai Karate العالمية المفتوحة - كل أربع سنوات ؛
- Miki Prune Super College Volleyball .
- بطولة العالم للتزلج على الجليد 2007
- النهائي الرابع من بطولة العالم الرسمية 2010 للكرة الطائرة للسيدات
- بطولة العالم للجمباز الفني 2011
- أول ظهور لليابان مرتين عام 2017
- كأس العالم لفريق ITTF لعام 2019

منذ عام 2000 ، تم استخدام الساحة كمكان للحفلات الموسيقية. كان الفنان الياباني بورنو غرافيتي أول فنان يؤدي وصلة على مسرح الصالة.
تضم الساحة الفرعية مسبحًا أولمبيًا (50 م × 20 م، وثمانية ممرات) يتسع لـ 900 شخص. تقام بطولة اليابان Waterpolo هنا. هناك أيضًا حوض سباحة بطول 25 مترًا (25 مترًا × 13 مترًا، 6 ممرات) ، مسار جري بيضاوي خارجي. قاعة تدريب الوزن، وقاعات المؤتمرات.
منذ 1 أبريل 2006، ومؤسسة طوكيو مدى الحياة التعلم والثقافة، جنبا إلى جنب مع شركة سنتوري المحدودة، شركة توبنيس المحدودة وشركة أوينز المحدودة يتولون إدارة الصالة.
في 25 و 26 أبريل 2015 ، أحضرت المغنية وكاتبة الأغاني الأمريكية كاتي بيري جولة المنشورية العالمية إلى المكان في عرضين.

## الرسوم
اعتبارًا من 1 يونيو 2006 ، ستكون رسوم استخدام المرافق كما يلي:
- صالة تدريب / ساعتان: 450 ين
- حمام السباحة / ساعتان 600 ين:
- حمام السباحة (طلاب المدارس الإعدادية والأصغر) / ساعتان: 260 ين
- صالة تدريب وحمام سباحة / ساعتان: 1000 ين
- صالة تدريب، مسبح واستوديو رقص / يوم واحد: 2500 ين
- تمريرة شهر واحد: 7800 ين

## روابط خارجية
- التقرير الرسمي للألعاب الأولمبية الصيفية لعام 1964. نسخة محفوظة 7 يوليو 2010 على موقع واي باك مشين. المجلد 1. الجزء 1. ص.   120-1.
- موقع رسمي
- صورة الأقمار الصناعية للألعاب الرياضية من خرائط جوجل
- صالة رياضية طوكيو متروبوليتان في Archiplanet

| سبقه {{{سبقه}}} | {{{العنوان}}} {{{الأعوام}}} | تبعه {{{تبعه}}} |